# Neuottakringer Kirche

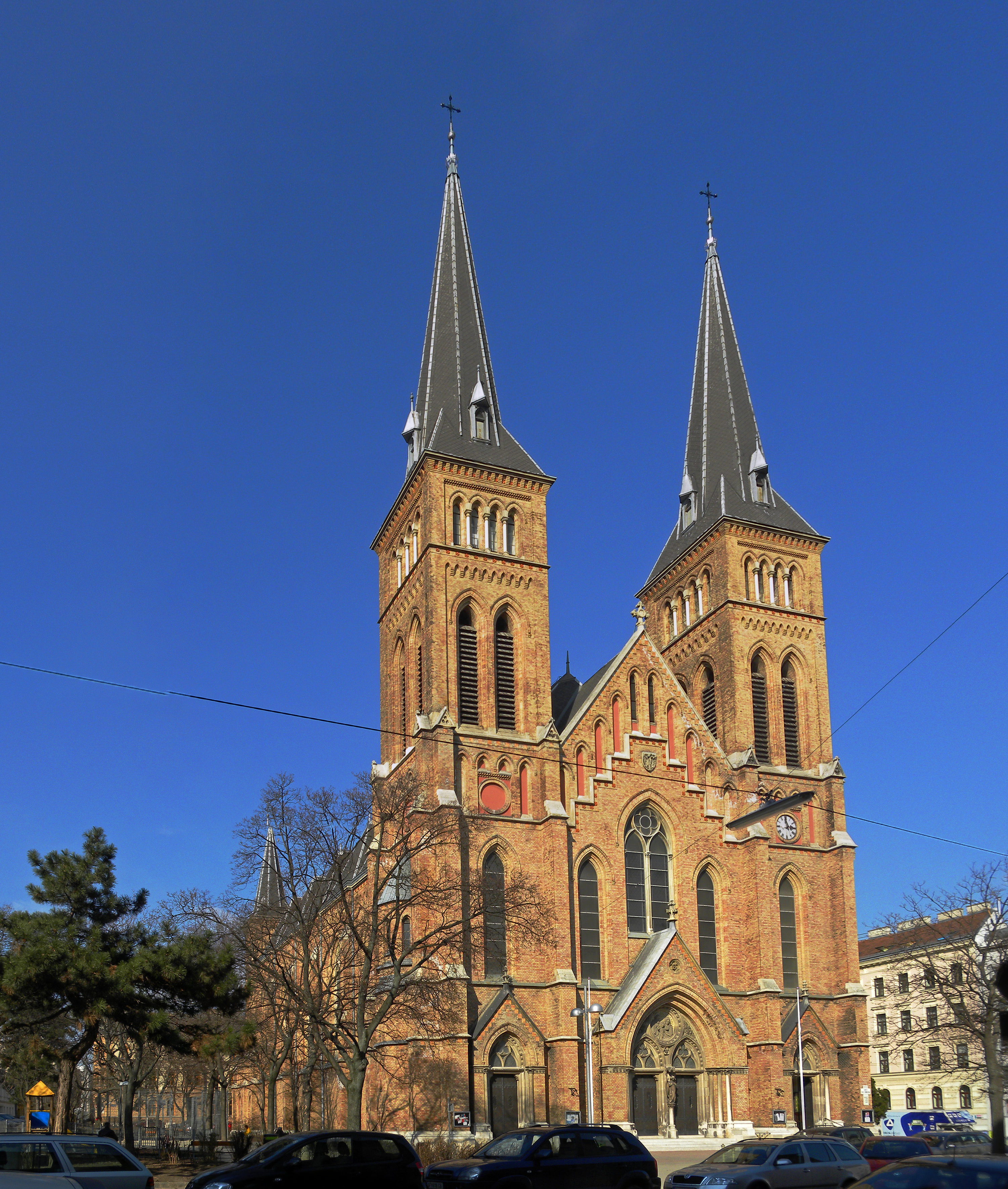
Neuottakringer Kirche

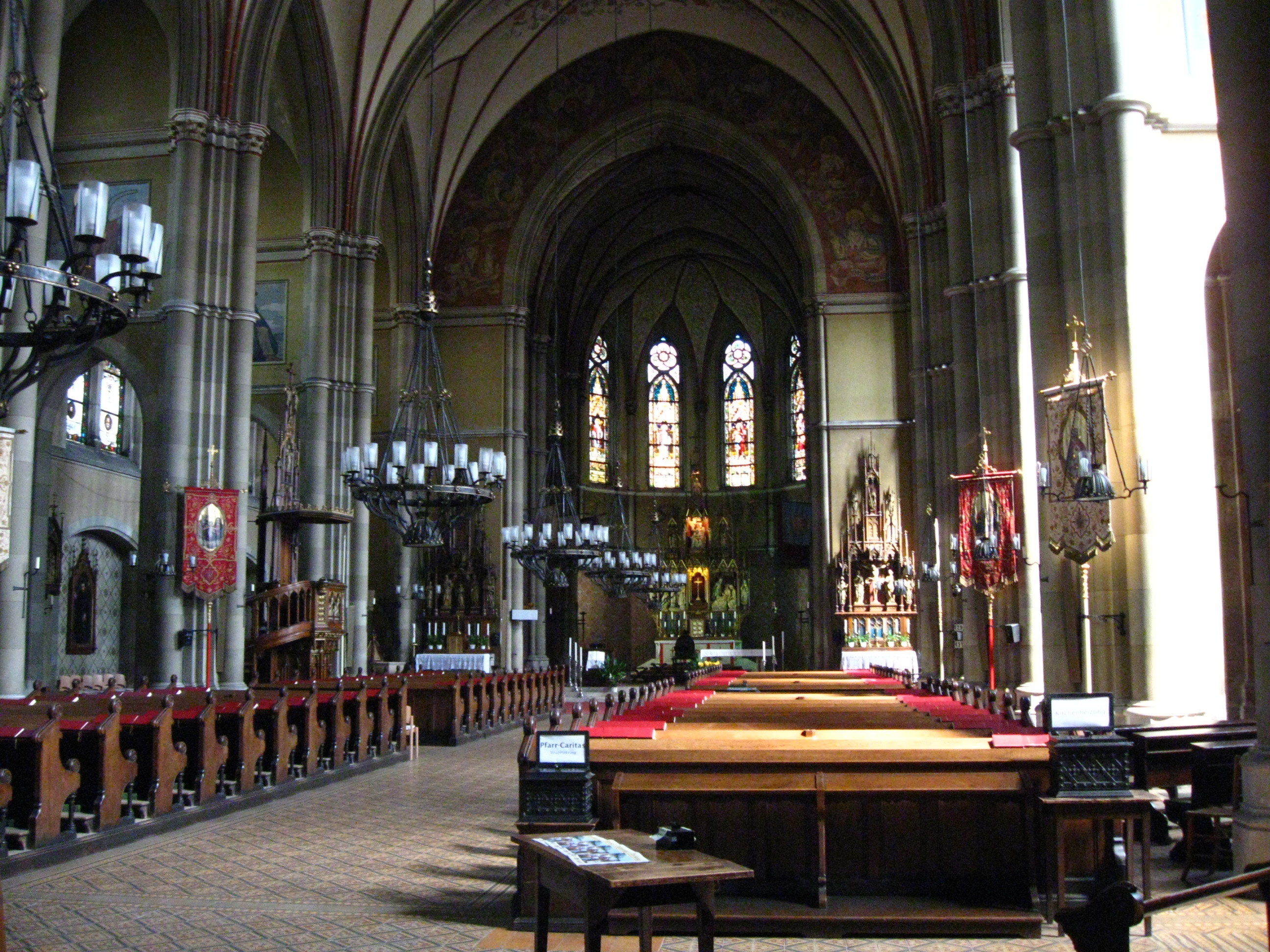
Innenraum der Neuottakringer Kirche

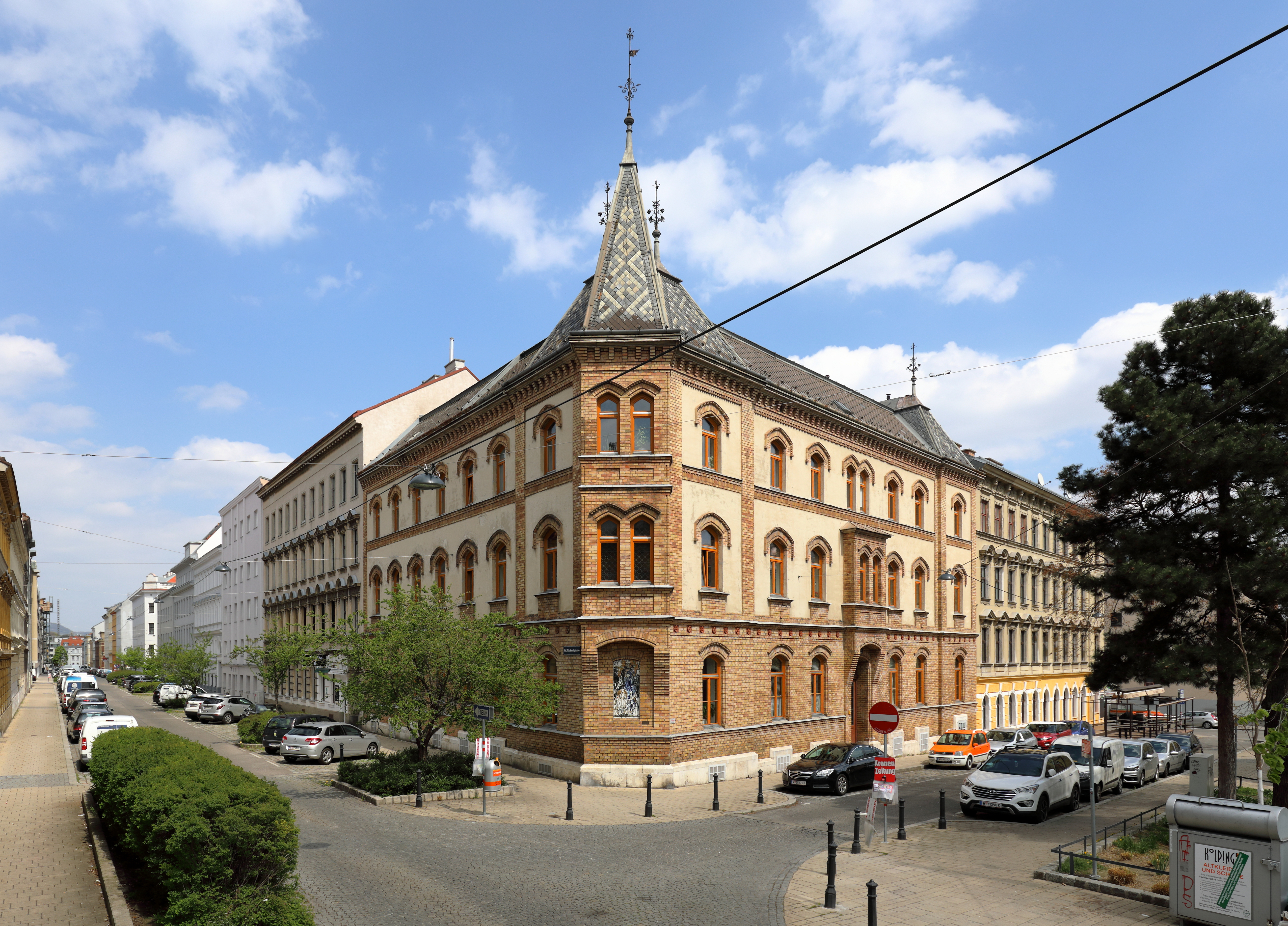
Der zur Pfarrkirche gehörende Pfarrhof; zur gleichen Zeit und im gleichen Stil wie die Kirche am Familienplatz errichtet

Die Neuottakringer Kirche, die römisch-katholische Pfarrkirche „Zur Heiligen Familie“ in Wien wurde in den Jahren von 1894 bis 1898 unter dem Protektorat des Reichsratsabgeordneten Prinz Aloys von Liechtenstein erbaut. Sie steht im 16. Wiener Gemeindebezirk Ottakring zwischen Wattgasse, Degengasse, Rückertgasse und Arnethgasse am Familienplatz.

## Geschichte
Am 2. Oktober 1894 erfolgte die Grundsteinlegung durch Kaiser Franz Josef I., der vier Jahre später, am 6. Oktober 1898 auch der Konsekration der Kirche durch Weihbischof  Johann Baptist Schneider beiwohnte. Alle Straßen und Gassen waren damals mit Fahnen und Reisig, aber auch mit schwarzem Trauerflor geschmückt, da wenige Wochen zuvor Kaiserin Elisabeth ermordet worden war. Die Geldmittel für die Errichtung der Kirche stammten aus dem Nachlass Franziska Brüssels und vom Ottakringer Kirchenbauverein unter dem Protektorat von Kronprinz Rudolf. Nach dessen Selbstmord entschloss man sich, das Gotteshaus nicht „Rudolfskirche“ zu benennen, sondern es der Heiligen Familie zu weihen.

## Architektur und Ausstattung
Die dreischiffige, neugotische Pfarrkirche wurde nach Entwürfen der Wiener Architekten Alexander Wielemans von Monteforte und Theodor Reuter durch k.u.k. Hofbaumeister Josef Schmalzhofer erbaut. Mit ihren beiden 68 Meter hohen Türmen gehört sie zu den größten Kirchen Wiens.
Im Inneren der Kirche sind die aus Eichenholz geschnitzten Altaraufsätze von Franz Leimer, die auf Altären aus Mannersdorfer Marmor fußen, erwähnenswert, genauso wie der mit sechs Bildtafeln aus Elfenbein geschmückte Tabernakel auf dem Hochaltar. Die Bilder wurden von Felix Jennewein und Ferdinand Andri gemalt.
Die Entwürfe der schmiedeeisernen Kunstgegenstände der Kirche stammen von Hans Petermair, der auch die in den Jahren 1939 und 1940 vorgenommene Kirchenrenovierung leitete.
Im Türfeld des Hauptportals befindet sich das Relief der „Heiligen Familie“ von Josef Tautenhayn, auch als Symbol für zahlreiche Generationen von Familien, die bis heute in diesem Gotteshaus feiern.
Der Name des Familienplatzes in Ottakring bezieht sich auf das Patrozinium der Kirche.

### Orgel
Die ursprüngliche Orgel der Neuottakringer Kirche wurde von Franz Capek in Krems gebaut, verfügte über 48 Register auf 3 Manualen und Pedal und war mit pneumatischer Traktur ausgestattet. 1937 nahm Ferdinand Molzer der Jüngere den Umbau auf elektrisches Traktursystem vor. Ab dem 20. Oktober 1976 wurde das Instrument einer Renovierung unterzogen, die allerdings nach ihrer Fertigstellung am 9. Mai 1979 kein zufriedenstellendes Ergebnis zeigte. Aus diesem Grund entschloss sich die Pfarre 1981, die Capek-Orgel stillzulegen. 1976 wies das betreffende Instrument bereits 51 Register auf, der Zeitpunkt dieser Erweiterung ist jedoch unbekannt.
| I Manual C–f3 |        |
| Prinzipal     | 16′    |
| Tibia         | 16′    |
| Prinzipal     | 8′     |
| Fugara        | 8′     |
| Quintatön     | 8′     |
| Bourdon       | 8′     |
| Melodia       | 8′     |
| Gemshorn      | 8′     |
| Octave        | 4′     |
| Piffaro       | 4′     |
| Gemshorn      | 4′     |
| Spitzflöte    | 2′     |
| Quinte        | 5 1⁄3′ |
| Kornett       | 8′     |
| Mixtur        | 2 ⁄3′  |
| Rauschquinte  | 2 ⁄3′  |
| Trompete      | 8′     |

| II Manual C–f3 |       |
| Bordun         | 16′   |
| Prinzipal      | 8′    |
| Gamba          | 8′    |
| Salizional     | 8′    |
| Flutharmon     | 8′    |
| Gedeckt        | 8′    |
| Octave         | 4′    |
| Flöte          | 4′    |
| Violine        | 4′    |
| Octave         | 2′    |
| Mixtur         | 2 ⁄3′ |
| Klarinette     | 8′    |

| III Manual C–f3 |        |
| Liebl. Gedeckt  | 16′    |
| Geig. Prinzipal | 8′     |
| Rohrflöte       | 8′     |
| Aeoline         | 8′     |
| Vox celestis    | 8′     |
| Fugara          | 4′     |
| Flauto traverso | 4′     |
| Fernflöte       | 4′     |
| Flageolet       | 4′     |
| Oboe            | 8′     |
| Quinte          | 2 ⁄3′  |
| Terz            | 1 3⁄5′ |
| Zimbel          | 1′     |

| Pedal C-f1  |         |
| Untersatz   | 32′     |
| Prinzipalb. | 16′     |
| Violon      | 16′     |
| Subbaß      | 16′     |
| Quintbaß    | 10 2⁄3′ |
| Octavbaß    | 8′      |
| Baßflöte    | 8′      |
| Cello       | 8′      |
| Octave      | 4′      |
| Posaune     | 16′     |

- Normalkoppeln: II/I, III/I, III/II, III/II, I/P, II/P, III/P
- Suboktavkoppeln: I/I, III/I
- Superoktavkoppeln: I/I, II/I, III/I, III/III
- Spielhilfen: Feste Kombinationen (pp, mf, f, pl), Crescendo Walze [sic!], Autom. Pedal, Freie Kombination, Schwellkasten[2]

Nach der Stilllegung der Capek-Orgel tätigte die Pfarre die Anschaffung eines sieben Register auf einem Manual und Pedal umfassenden Positivs, das von der Orgelbau-Werkstatt Walcker-Mayer gebaut worden war; in der Kirche wurde dasselbe im Presbyterium frontal zur Gemeinde aufgestellt. 1984 wurde es wiederum verkauft und von Friedrich Heftner in das Zisterzienserinnenkloster Marienfeld in Maria Roggendorf übertragen. Dort wurde das ursprünglich in hellem Holz ausgeführte Gehäuse mit einem lachsfarbenen Anstrich versehen.
| I Manual C–g3 |       |
| Rohrflöte     | 8′    |
| Prinzipal     | 5′    |
| Mixtur        | 1 ⁄3′ |

| II Manual C–g3 |       |
| Gedeckt        | 8′    |
| Waldflöte      | 2′    |
| Quinte         | 1 ⁄3′ |

| Pedal C–f1 |     |
| Subbass    | 16′ |

- Normalkoppeln: II/I, I/P, II/P

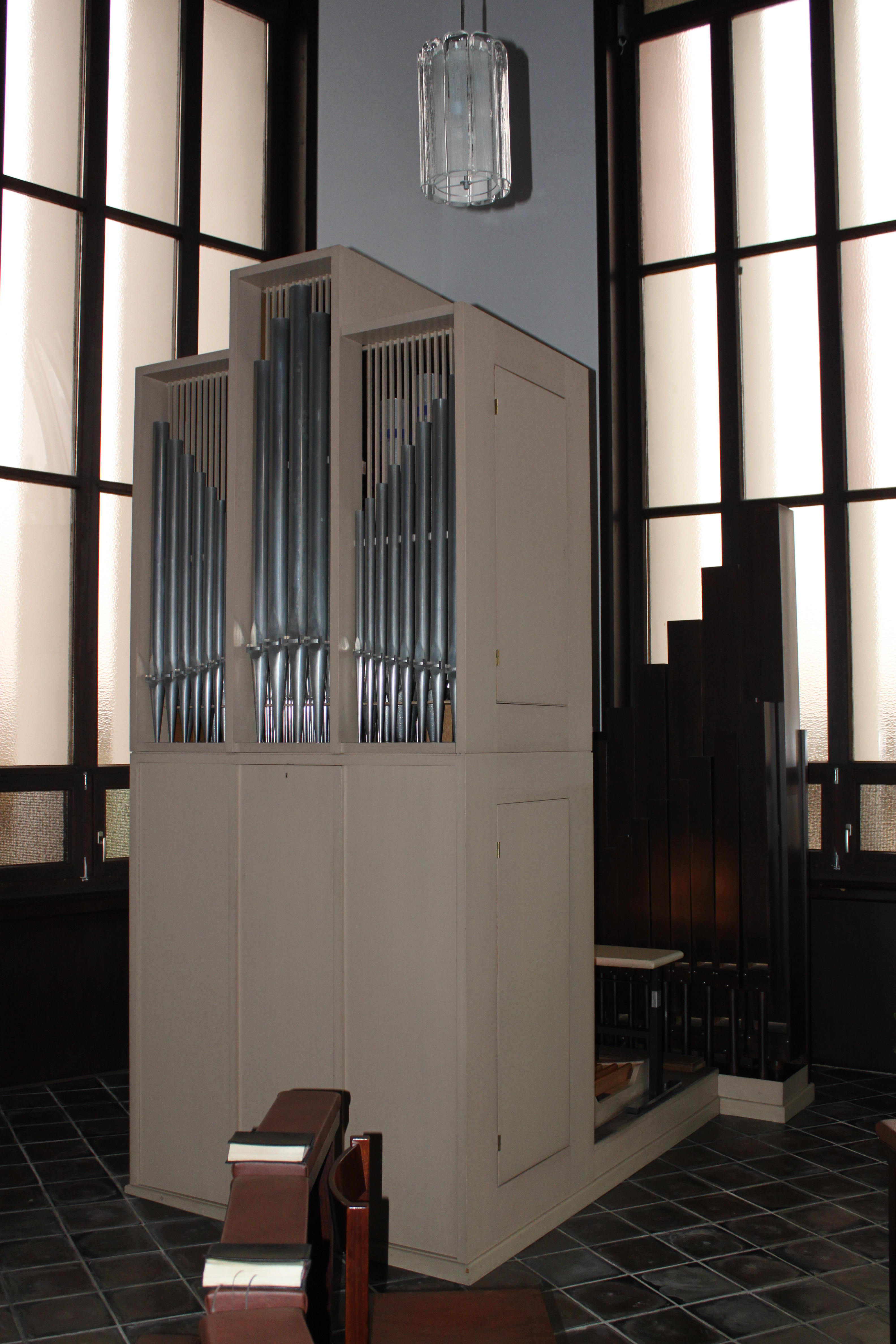
Die nunmehr in der Klosterkirche Marienfeld befindliche Walcker-Orgel

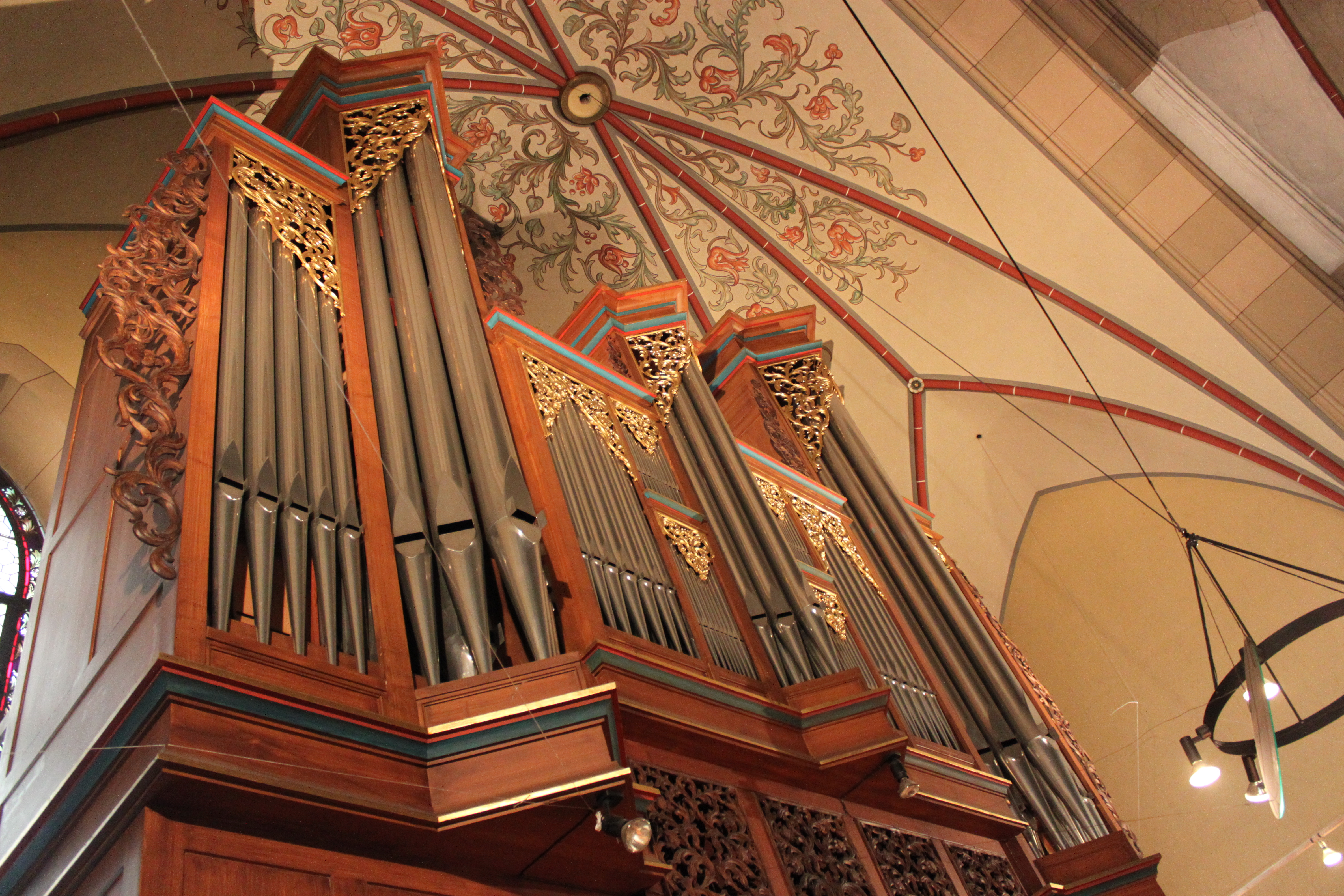
Prospekt der Rieger-Orgel

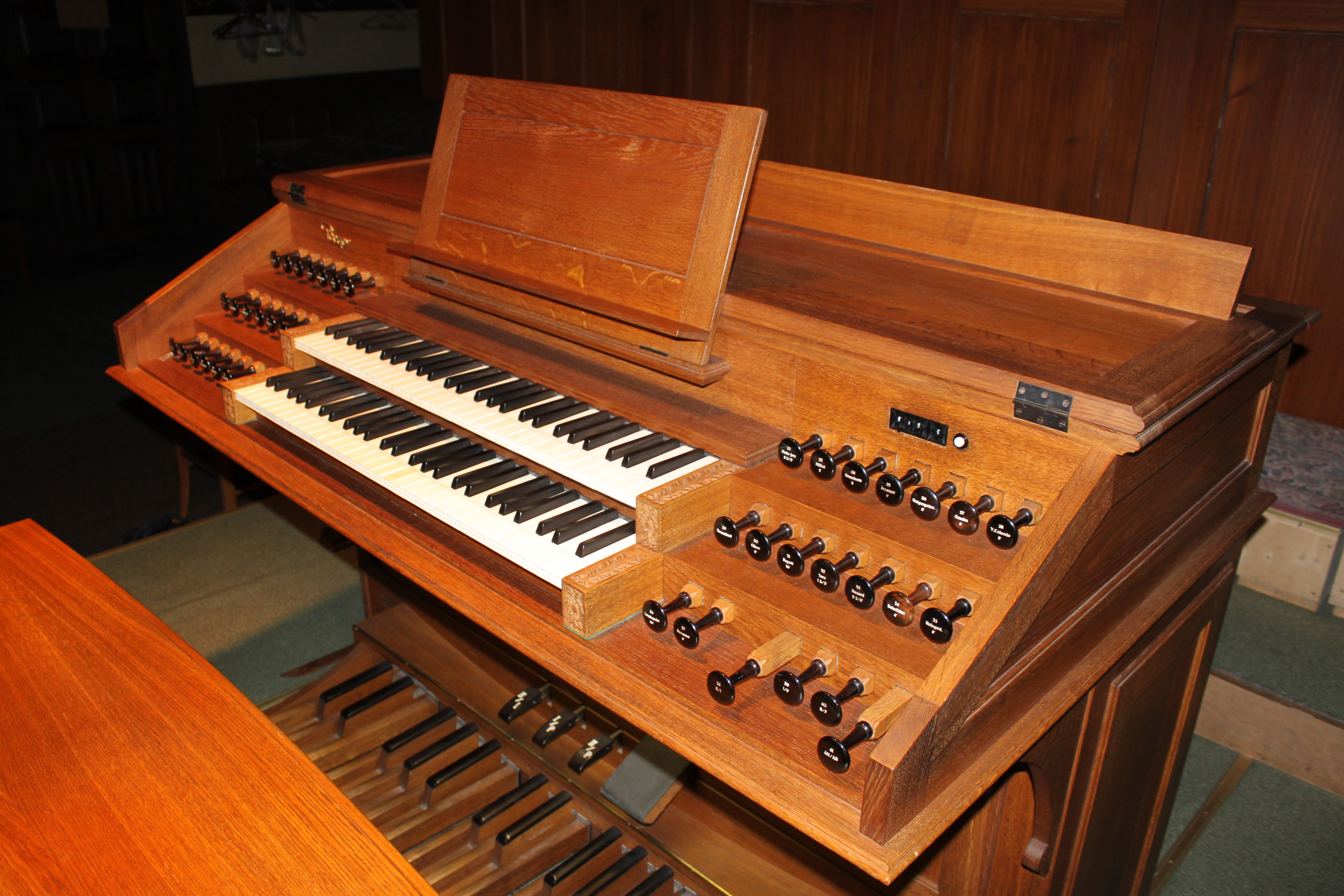
Spieltisch der Rieger-Orgel

Da das Walcker-Positiv nur als Übergangslösung zu betrachten war, erfolgte 1984 die Vergabe eines Auftrags zum Bau einer neuen Orgel an die Werkstatt Rieger Orgelbau. Dieses mit mechanischen Schleifladen ausgestattete Instrument wurde 1985 zunächst mit 27 Registern ausgeführt und 1989 in den 35 Register umfassenden Vollausbau überführt.
| I Hauptwerk C–g3 |       |
| Principal        | 16′   |
| Oktav            | 8′    |
| Salicional       | 8′    |
| Koppelflöte      | 8′    |
| Cornett          | 8′    |
| Oktav            | 4′    |
| Nachthorn        | 4′    |
| Sesquialter      | 2 ⁄3′ |
| Superoctav       | 2′    |
| Mixtur           | 1 ⁄3′ |
| Scharff          | 2⁄3′  |
| Trompete         | 8′    |
| Clairon          | 4′    |
| Tremulant        |       |

| II Schwellwerk C–g3 |        |
| Geigenprinc.        | 8′     |
| Holzged.            | 8′     |
| Gamba               | 8′     |
| V. Celestis         | 8′     |
| Prestant            | 4′     |
| Rohrflöte           | 4′     |
| Nazard              | 2 ⁄3′  |
| Plein-Jeu           | 2 ⁄3′  |
| Terz                | 1 3⁄5′ |
| Sifflet             | 1′     |
| Fagott              | 16′    |
| Oboe                | 8′     |
| Tremulant           |        |

| Pedal C–f1  |     |
| Untersatz   | 32′ |
| Princ. Bass | 16′ |
| Subbass     | 16′ |
| Octavbass   | 8′  |
| Bourdon     | 8′  |
| Choralflöte | 4′  |
| Hintersatz  | 2′  |
| Bombarde    | 16′ |
| Posaune     | 8′  |

- Normalkoppeln: II/I, I/P, II/P

## Glocken
Das jetzige Geläut besteht aus fünf Glocken. Seit dem Zweiten Weltkrieg fehlen jedoch die beiden großen Glocken in den Tönen a° und c´. Die Glocken 1 und 4 und 5 sind in Zinnbronze und die Glocken 2 und 3 in Sonderbronze gegossen.
|   | Ton | Gewicht | Gießer                   | Gussjahr |
| - | --- | ------- | ------------------------ | -------- |
| 1 | e´  | 1122 kg | Glockengießerei Pfundner | 1948     |
| 2 | a´  | 417 kg  | Glockengießerei Pfundner | 1948     |
| 3 | c´´ | 201 kg  | Glockengießerei Pfundner | 1948     |
| 4 | e´´ | 135 kg  | Glockengießerei Pfundner | 1948     |
| 5 | f´´ | 88 kg   | Peter Hilzer             | 1897     |